# Рачицкий, Филипп Николаевич
Филипп Николаевич Рачицкий (1893, Лепель — 20 декабря 1937, Минск) — советский партийный и государственный деятель, нарком земледелия Белорусской ССР (1929—1933). Расстрелян в 1937 году, реабилитирован посмертно.

## Биография
Родился в 1893 году в городе Лепель в польской семье рабочих (в анкетах писал, что по национальности белорус). Образование среднее. Член РСДРП(б) с 1917 года. В 1920-х годах был председателем Бобруйского окружного исполкома.
С 6 апреля 1929 года до 4 мая 1933 года занимал должность народного комиссара земледелия БССР.
На момент ареста заместитель управляющего треста «Лесбел». Проживал по по адресу: ул. Советская, 71/36.  29 июня 1937 года был арестован в Минске органами НКВД БелССР как «участник правотроцкистского подполья» в Белорусской ССР. После ареста был исключен из ВКП(б) как «враг народа».
Внесен в Сталинский расстрельный список от 7 декабря 1937 г. по 1-й категории («за» Сталин, Молотов, Жданов).
19 декабря был осужден выездной сессией Военной коллегией Верховного суда СССР как «член антисоветской диверсионно-террористической правотроцкистской организации» к ВМН. Расстрелян на следующий день в группе осужденных ВКВС СССР (А. Я. Балтин, Я. И. Короткевич, Н. В. Мозоляко и др.). Место захоронения — спецобъект НКВД БелССР «Куропаты».
4 июля 1957 года был реабилитирован посмертно  ВКВС СССР.
Архивно-следственное дело Рачицкого Ф. Н. № 10612-c находится в архиве КГБ Беларуси.